# Parastratiosphecomyia stratiosphecomyioides
Parastratiosphecomyia stratiosphecomyioides är en tvåvingeart som beskrevs av Enrico Adelelmo Brunetti 1923. Parastratiosphecomyia stratiosphecomyioides ingår i släktet Parastratiosphecomyia och familjen vapenflugor. Inga underarter finns listade i Catalogue of Life.

## Bildgalleri